# Tony Gonsolin
Anthony Dennis Gonsolin (nacido el 14 de mayo de 1994) es un lanzador de béisbol profesional estadounidense para Los Angeles Dodgers de las Grandes Ligas. 

## Carrera profesional

### Ligas menores
Gonsolin pasó su primera temporada profesional con los Ogden Raptors y Great Lakes Loons, lanzando con un récord combinado de 1-2 con una efectividad de 3.77 en 19 apariciones como relevista. En 2017, Gonsolin continuó su desarrollo en las ligas menores, jugando para los Great Lakes Loons y los Rancho Cucamonga Quakes. En esta temporada, hizo 42 apariciones en el montículo, registrando un récord de 7-6 y una efectividad de 3.86. 
En 2018, tras sus primeras dos temporadas como lanzador de relevo, asumió el papel de abridor. Comenzó la temporada con los Rancho Cucamonga Quakes y, debido a su sólido desempeño, fue promovido a los Tulsa Drillers, equipo de Doble-A. Durante esa temporada, Gonsolin realizó 26 aperturas entre ambos equipos, logrando un impresionante récord de 10-2 una efectividad de 2.60.  Los Dodgers lo nombraron como el lanzador de ligas menores del año de la organización en 2018.

### Debut en Grandes ligas
Gonsolin comenzó 2019 con los Oklahoma City Dodgers y fue llamado a Los Angeles Dodgers el 26 de junio para hacer su debut como lanzador abridor contra los Arizona Diamondbacks.  Lanzó cuatro entradas, permitiendo seis carreras (cuatro limpias) en seis hits con tres ponches. También conectó un sencillo al jardín central en su primer turno al bate en las Grandes Ligas. 
El 30 de julio, en su segundo juego en las Grandes Ligas, Gonsolin obtuvo su primer salvamento de su carrera contra los Colorado Rockies después de lanzar cuatro entradas de relevo en una victoria por 9–4. El 5 de agosto, Gonsolin obtuvo su primera victoria en ligas mayores después de lanzar seis entradas en blanco contra los St. Louis Cardinals. Permitió solo dos hits y una base por bolas, mientras ponchó a siete bateadores.  Lanzó 40 entradas en 11 juegos para los Dodgers, con seis aperturas, y terminó con un récord de 4-2 y una efectividad de 2.93. 

### Temporada 2020
Con la temporada acortada por la pandemia, Gonsolin tuvo marca de 2-2 con una efectividad de 2.31, en nueve juegos (ocho aperturas) durante los cuales ponchó a 46 bateadores en 46+2 ⁄ 3 entradas. En la postemporada, hizo dos apariciones en la Serie de Campeonato de la Liga Nacional, iniciando el segundo juego y apareciendo como relevista en el séptimo juego. Lanzó un total de 6 1 ⁄ 3 entradas, permitiendo siete carreras y cargando con la derrota en el segundo juego.
En la Serie Mundial, fue seleccionado por el mánager de los Dodgers, Dave Roberts, para iniciar el Juego 2, con dos días de descanso, contra los Tampa Bay Rays. Solo lanzó 1+1 ⁄ 3 entradas en el juego y permitió una carrera limpia con un hit y una base por bolas, por lo que se le otorgó la derrota en el juego. También fue titular en el Juego 6 y esta vez lanzó 1+2 ⁄ 3 entradas mientras permitía una carrera en tres hits y dos bases por bolas; sin embargo, los Dodgers vinieron desde atrás para ganar ese juego y asegurar el campeonato. Gonsolin recibió once votos en la votación de Novato del Año de la Liga Nacional de 2020, terminando en cuarto lugar. El 26 de octubre de 2020, Baseball America nombró a Gonsolin como su Novato del Año 2020.

### Temporada 2021
Gonsolin comenzó la temporada 2021 en la lista del Día Inaugural, pero no apareció en un juego antes de ser colocado en la lista de lesionados el 4 de abril por una inflamación en el hombro derecho. Después de algunas aperturas de rehabilitación, fue activado el 9 de junio para reincorporase a la rotación de abridores de Los Angeles Dodgers. Su hombro comenzó a doler nuevamente hacia fines de julio y fue colocado nuevamente en la lista de lesionados el 31 de julio.  
Después de perderse otro mes, regresó el 9 de septiembre. Hizo 13 aperturas (y dos apariciones de relevo) para los Dodgers en 2021, con un récord de 4-1 y una efectividad de 3.23. Gonsolin hizo tres apariciones de relevo en la Serie de Campeonato de la Liga Nacional 2021, permitiendo cinco carreras y cinco hits en cuatro entradas.

### Temporada 2022
Después de comenzar la temporada 2022 con 11 victorias y ninguna derrota y una efectividad de 2.02, Gonsolin fue seleccionado para el Juego de Estrellas de las Grandes Ligas de Béisbol de 2022. Sin embargo, permitió tres carreras y cuatro hits (incluidos dos jonrones) para cargar con la derrota en el juego.  
A fines de agosto, Gonsolin fue colocado en la lista de lesionados por una distensión en el antebrazo. Pasó el mes siguiente recuperándose y no regresó hasta que hizo una apertura el 3 de octubre, el penúltimo día de la temporada regular.  A pesar de esto, sus números de temporada fueron los mejores de su carrera. Terminó 16-1 con una efectividad de 2.14 y 119 ponches. 

### Temporada 2023
El 31 de enero de 2023, Gonsolin firmó un contrato de dos años por $6.65 millones para evitar el arbitraje salarial. Sin embargo, una lesión de tobillo en el entrenamiento de primavera lo llevó a comenzar la temporada en la lista de lesionados.  Se reincorporo a la rotación de Los Angeles Dodgers el 26 de abril.
Realizó 20 aperturas con los Dodgers en 2023, con un récord de 8-5 y una efectividad de 4.98  pero el 18 de agosto contra los Marlins de Miami permitió 10 carreras limpias en 3+1 ⁄ 3 entradas, incluidos cinco jonrones, empatando un récord del equipo de más jonrones permitidos en un juego. Al día siguiente, fue colocado en la lista de lesionados por inflamación en el antebrazo derecho. El equipo dijo que Gonsolin había estado lidiando con problemas en el brazo todo el año y que era poco probable que volviera a lanzar durante la temporada. El 28 de agosto, se confirmó que se sometería a una cirugía Tommy John, poniendo fin a su temporada.

### Temporada 2024
Gonsolin pasó la temporada 2024 recuperándose de su cirugía, apareciendo solo en tres juegos de rehabilitación en las ligas menores.